# توني عيسى
توني عيسى (بالإنجليزية: Tony Issa)‏ هو سياسي أسترالي، ولد في 14 أغسطس 1955 في لبنان. حزبياً، نشط في الحزب الليبرالي الأسترالي. وقد انتخب عضو الجمعية التشريعية نيو ساوث ويلز.